# O… Saya
O… Saya ist ein Lied aus dem Soundtrack zum Film Slumdog Millionär (2008). Es wurde von dem indischen Musiker A. R. Rahman und der britischen Musikproduzentin und Sängerin M. I. A. geschrieben und eingespielt.

## Hintergrund
A. R. Rahman wurde von Regisseur Danny Boyle für den Filmsoundtrack zu Slumdog Millionär verpflichtet. A. R. Rahman war ein großer Fan von M. I. A.s Debütalbum Arular und ließ dies bei den Verhandlungen zum Soundtrack fallen. Auch M. I. A. war vertraut mit den Arbeiten von Rahman und bezeichnete ihn als ihren „Helden“, den sie beim Aufwachsen in Sri Lanka gerne hörte. Boyle griff dies auf und machte beiden den Vorschlag zusammenzuarbeiten. Die beiden trafen sich in Indien und legten den Grundstein für den Track. Der Rest entstand dann per E-Mail-Austausch. M. I. A. nahm ihren Gesang in England auf, während Rahman den Rest des Tracks in seinen Panchathan Record Inn and AM Studios in Chennai, Indien produzierte.
Mit dem Song wurden M. I. A. und A. R. Rahman bei der Oscarverleihung 2009 für den Oscar als Bester Filmsong nominiert. M. I. A. machte bei Bekanntwerden den Scherz, das sie nun bestimmt Dave Chappelle für ihre Pinkelparty engagieren könne. Die hochschwangere M. I. A. erwartete ihr Kind zum Zeitpunkt der Grammy Awards, wo sie ebenfalls nominiert war. Es war nicht der einzige Song, mit dem A. R. Rahman nominiert war. Sein Song Jai Ho, der von Gulzar eingespielt wurde, machte letztlich das Rennen. Obwohl es theoretisch möglich gewesen wäre, das M. I. A. bei den Oscars auftreten hätte können, verzichtete sie auf einen Liveauftritt. Rahman trat alleine auf. Sein Auftritt fand inmitten des Publikums statt. Neben ihm waren Taiko-Spieler und Tänzer zu sehen.

## Charts
Das Lied erreichte Platz 93 der Billboard Hot 100 und Platz 69 der Canadian Hot 100.
| ChartsChartplatzierungen       | Höchstplatzierung | Wochen |
| ------------------------------ | ----------------- | ------ |
| Vereinigte Staaten (Billboard) | 93 (1 Wo.)        | 1      |
| Kanada (MC)                    | 68 (1 Wo.)        | 1      |